# 都城郵便局
都城郵便局（みやこのじょうゆうびんきょく）は、宮崎県都城市にある郵便局。民営化前の分類では集配普通郵便局であった。

## 概要
住所：〒885-8799 宮崎県都城市中町14-18

## 沿革
- 1872年8月4日（明治5年7月1日） - 都城郵便取扱所として開設[1]。
- 1873年（明治6年） - 都城郵便役所となる。
- 1875年（明治8年）1月1日 - 都城郵便局（四等）となる。同年、為替取扱を開始。
- 1879年（明治12年） - 貯金取扱を開始。
- 1889年（明治22年）9月1日 - 都城郵便電信局となる。
- 1903年（明治36年）4月1日 - 通信官署官制の施行に伴い都城郵便局となる。
- 1915年（大正4年）3月1日 - 火災で類焼[2]。
- 1982年（昭和57年）3月 - 局舎を新築。
- 1993年（平成5年）7月1日 - 外国通貨の両替および旅行小切手の売買に関する業務取扱を開始[3]。
- 2007年（平成19年）
  - 3月4日 - 荘内郵便局、山田郵便局から集配業務を移管[4]。
  - 10月1日 - 民営化に伴い、併設された郵便事業都城支店に一部業務を移管。
- 2012年（平成24年）10月1日 - 日本郵便株式会社の発足に伴い、郵便事業都城支店を都城郵便局に統合。

## 取扱内容
- 郵便、印紙、ゆうパック、内容証明
- 貯金、為替、振替、振込、国際送金、外貨両替・トラベラーズチェック、国債、投資信託
- 生命保険、バイク自賠責保険、自動車保険、変額年金保険
- ゆうちょ銀行ATM
- 都城市内の一部地域の集配業務
- ゆうゆう窓口

## 周辺
- TERRASTA（大浦）
- IT産業ビル（BTV・シティエフエム都城）
- 宮崎第一信用金庫都城営業部
- 国道222号

## アクセス
- JR日豊本線 西都城駅から徒歩約14分
- 宮崎交通バス、高崎観光バス 中央通6丁目停留所下車
- 宮崎自動車道 都城ICから南西へ約8km
- 国道10号沿い
- 駐車場あり：24台